# Friedrich Holzach
Friedrich Holzach (* 1783 in Biel; † 1818) war ein Schweizer Unternehmer und Politiker.

## Leben
Friedrich Holzach, Sohn des Pfarrers Johann Georg Holzach und älterer Bruder des Emanuel Georg Holzach, wurde 1806 Teilhaber der Basler Seidenband- und Handelsfirma Dietrich und Lucas Preiswerk. Er war Mitglied des Grossen Rats des Kantons Basel und trat in seinem Todesjahr auch in den Kleinen Rat, die engere Regierung des Kantons, ein. 1811 war er Adjutant des Platzkommandanten von Basel.